# Best of 2Pac
Pour les articles homonymes, voir Best of.
Albums de 2Pac
Nu-Mixx Klazzics Vol. 2 (Evolution: Duets and Remixes)
(2007)
Best of 2Pac est une compilation posthume de 2Pac, sortie le 4 décembre 2007.
L'opus se compose de deux albums : Thug et Life.
Best of 2Pac, Part 1: Thug s'est classé 13e au Top R&B/Hip-Hop Albums, 48e au Top Pop Catalog et 65e au Billboard 200 et Best of 2Pac, Part 2: Life s'est classé 15e au Top R&B/Hip-Hop Albums et 77e au Billboard 200.
En mai 2008, plus de 121 000 exemplaires de Thug avaient été vendus, tandis qu'il s'était écoulé plus de 90 550 copies de Life.

## Liste des titres
| 1.  | 2 of Amerikaz Most Wanted (featuring Snoop Doggy Dogg)               | 4:06 |
| 2.  | California Love (Original Mix) (featuring Dr. Dre et Roger Troutman) | 4:44 |
| 3.  | So Many Tears                                                        | 3:58 |
| 4.  | I Ain't Mad at Cha (featuring Danny Boy)                             | 4:54 |
| 5.  | How Do U Want It (featuring K-Ci & JoJo)                             | 4:47 |
| 6.  | Trapped                                                              | 4:45 |
| 7.  | Changes (featuring Talent)                                           | 4:29 |
| 8.  | Hail Mary (featuring Outlawz)                                        | 5:12 |
| 9.  | Unconditional Love                                                   | 3:58 |
| 11. | Dear Mama (Remix) (featuring Anthony Hamilton)                       | 5:29 |
| 12. | Resist the Temptation (featuring Amel Larrieux)                      | 5:44 |

| 1.  | Definition of a Thug Nigga                                | 4:08 |
| 2.  | Still Ballin' (Nitty Remix) (featuring Trick Daddy)       | 2:50 |
| 3.  | Until the End of Time (RP Remix) (featuring Richard Page) | 4:28 |
| 4.  | Never Call U Bitch Again (featuring Tyrese)               | 4:38 |
| 5.  | They Don't Give a Fuck About Us (featuring Outlawz)       | 5:06 |
| 6.  | Keep Ya Head Up                                           | 4:24 |
| 7.  | Ghetto Gospel                                             | 3:58 |
| 8.  | Brenda's Got a Baby                                       | 3:53 |
| 9.  | Thugz Mansion (featuring J. Phoenix)                      | 4:12 |
| 10. | When I Get Free                                           | 4:30 |
| 11. | Dopefiends Diner                                          | 4:53 |